# Fist of the North Star: Ken's Rage 2
o de Hokuto no Ken
Fist of the North Star: Ken's Rage 2 (真・北斗無双, Shin Hokuto Musou) é um jogo eletrônico de beat 'em up. O jogo faz parte da série Dynasty Warriors, sendo um spin-off baseado no mangá e anime Hokuto no Ken.

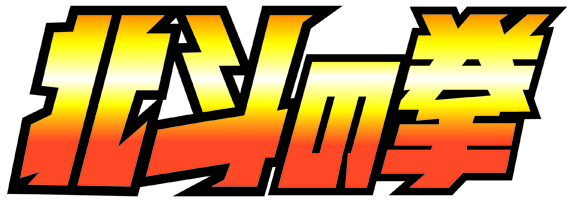
Uma das logos da franquia Hokuto no Ken